# رقص اوزون‌دره
رقص اوزون دره (به ترکی آذربایجانی: Uzundərə) از جمله رقص‌های فولکلوریک قدیمی اهالی آذربایجان است.
رقصی است بی‌نهایت جذاب، ظریف و لیریک. این رقص نه تنها در آذربایجان بلکه در گرجستان نیز از جمله رقص‌های دوست داشتنی محسوب می‌شود که یکی از رقصهای انتخابی زیبا برای عروس و داماد هست.
درمنطقه قره‌باغ مابین روستای “آغ دام” و “گؤی تپه” دره ای بنام اوزون دره وجود دارد که در آن از روی عادات و رسوم رقص می‌کردند و براساس نقل قول‌هایی این رقص نیز بنام همین دره نامگذاری گردیده است. بر اساس روایاتی اوزون دره توقف گاه تره کمه‌ها در زمان ییلاق بود و آن‌ها مو قع عبور کردن از این محل در این دره به استراحت می پرداختند و با قبیله‌های دیگری که با آن‌ها رابطه دوستی داشتند در این دره ملاقات می‌کردند و به رقص و شادی می پرداختند و نام این رقص هم اینگونه پدید آمده است. روایت دیگری نیز حاکی از آن است که در زمان بردن عروس از همین دره اندکی در آن توقف می‌کردند و اطرافیان داماد بخصوص بانوان با رقص جلوی عروس وداماد ـ آرزوی سعادت و خوشبختی برای آن‌ها مینمودند.
در بعضی از مناطق مراسم عروسی که از طرف داماد برگزار میشد سه روز طول میکشید. روز چهارم خانم‌ها هم جمع میشدند. نوازندگان خانم (نوازنده قارمون و قاوال) در آخر مراسم عروس را دعوت به رقص می‌کردند. عروس هم رقص "اوزون دره" را اجرا می‌کرده‌است. در مناطقی دیگر این رقص را فقط آقایان اجرا می‌کردند البته حرکات رقص و موسیقی این ملودی برای ایفای بانوان مناسب تر به نظر می‌رسد. امروزه رقص دو نفره آقا و خانم در این رقص، بیشتر استفاده می‌شود. شایان ذکر است که رقص اوزون دره در بعضی از مناطق به صورت یاللی (جمعی و دست به دست هم) اجرا میشه است.
رقص اوزون دره دارای مئلودی ملایم و گوش نواز بوده و بیشتر مختص مراسم جشن و عروسی می‌باشد . آهنگ سازان بسیاری از این رقص بهره جسته‌اند. از جمله “اؤزئییر حاجی بیگ اوف” آهنگ ساز برجسته آذربایجان در اپرای” او اولماسین ـ بو اولسون” از این ملودی و رقص استفاده نموده است.
1. ↑  «رقص آذربایجانی اوزون دره». aylandance.com. بایگانی‌شده از اصلی در ۹ دسامبر ۲۰۱۸. دریافت‌شده در ۲۰۱۸-۱۲-۰۷.